# Somcheti-Gebirge
Das Somcheti-Gebirge (armenisch Վիրահայոց (Սոմխեթի) լեռնաշղթա; georgisch ლოქის ქედი) ist ein Gebirgszug im zentralen Teil des Kleinen Kaukasus.
Das Somcheti-Gebirge erstreckt sich über eine Länge von 75 km im Grenzbereich zwischen Georgien und Armenien. Das Gebirge erreicht im Lalwar eine maximale Höhe von 2543 m. Es bildet die Wasserscheide zwischen der Maschawera im Norden und dem Dsoraget-Debed-Flusssystem im Süden und Osten. Das Gebirge besteht aus Sedimentgestein vulkanischen Ursprungs sowie aus Intrusionen aus Granit.
Die Nordhänge sind bewaldet. Die südlichen Berghänge sind dagegen von einer Bergsteppenlandschaft mit Strauchvegetation bedeckt.
Am Südhang des Somcheti-Gebirges nahe Alawerdi befinden sich Kupfererzvorkommen.

## Berge (Auswahl)
Im Folgenden sind eine Reihe von Gipfeln entlang dem Hauptkamm des Somcheti-Gebirges sortiert in West-Ost-Richtung aufgelistet:
- Lalwar (2543 m) (⊙), Armenien